# Jin Tang Pan
Jin Tang Pan (romanización de chino simplificado: 潘锦堂 (1935) es un botánico chino, siendo especialista taxonómico en la familia Saxifragaceae, en especial el género Saxifraga; y en menor grado la familia Parnassiaceae y su género Parnassia.

## Algunas publicaciones
- jin-tang Pan, li-juan Mei, de-jun Zhang, shi-long, Chen. 2007. Two New Species of Saxifraga (Saxifragaceae) from Southwestern China. Novon: A Journal For Botanical Nomenclature 17: 512-515

- y.-j. Wang, jin-tang Pan, s.-w. Liu, j.-q. Liu. 2005. A new species of Saussurea (Asteraceae) from Tibet and its systematic position based on ITS sequence analysis. Botanical Journal of the Linnean Society 147 (3): 349–356. doi: 10.1111/j.1095-8339.2005.00350.x

- La abreviatura «J.T.Pan» se emplea para indicar a Jin Tang Pan como autoridad en la descripción y clasificación científica de los vegetales.[4]